# Robertus fuscus
Robertus fuscus là một loài nhện trong họ Theridiidae.
Loài này thuộc chi Robertus. Robertus fuscus được James Henry Emerton miêu tả năm 1894.